# Lypoglossa lateralis
Lypoglossa lateralis är en skalbaggsart som först beskrevs av Mannerheim 1830.  Lypoglossa lateralis ingår i släktet Lypoglossa och familjen kortvingar. Inga underarter finns listade i Catalogue of Life.